# Saint-Amant-Tallende
Pour les articles homonymes, voir Saint-Amant.
Saint-Amant-Tallende est une commune française située dans le département du Puy-de-Dôme, en région Auvergne-Rhône-Alpes. Elle fait partie de l'aire d'attraction de Clermont-Ferrand.

## Géographie

### Localisation
Saint-Amant-Tallende faisait partie de la communauté de communes Les Cheires, cheires signifiant coulée de lave ; en effet elle se situe sur la fin d'une coulée de lave de 15 km, issue des coulées conjointes des puy de la Vache et puy de Lassolas. La Veyre coule à gauche de la coulée alors que la Monne coule à sa droite.
Cinq communes sont limitrophes :
| Chanonat       |                      | Le Crest |
|                | Saint-Amant-Tallende | Tallende |
| Saint-Saturnin | Saint-Sandoux        |          |

### Voies de communication et transports
Le territoire communal est traversé par les routes départementales 3 (reliant Le Crest au nord au centre-bourg), 8 (traversant le bourg d'est en ouest entre Tallende et Saint-Saturnin), 96 (en direction de Tallende et de La Sauvetat) et 213 (contournant le bourg par le nord). Cette dernière route permet de rejoindre l'autoroute A75 en direction de Clermont-Ferrand, par l'échangeur no 5, et le sud de l'agglomération clermontoise.

### Climat
Pour des articles plus généraux, voir Climat d'Auvergne-Rhône-Alpes et Climat du Puy-de-Dôme.
En 2010, le climat de la commune est de type climat océanique dégradé des plaines du Centre et du Nord, selon une étude du Centre national de la recherche scientifique s'appuyant sur une série de données couvrant la période 1971-2000. En 2020, Météo-France publie une typologie des climats de la France métropolitaine dans laquelle la commune est exposée à un climat de montagne ou de marges de montagne et est dans la région climatique Nord-est du Massif Central, caractérisée par une pluviométrie annuelle de 800 à 1 200 mm, bien répartie dans l’année.
Pour la période 1971-2000, la température annuelle moyenne est de 10,7 °C, avec une amplitude thermique annuelle de 16,1 °C. Le cumul annuel moyen de précipitations est de 682 mm, avec 8,1 jours de précipitations en janvier et 6,7 jours en juillet. Pour la période 1991-2020, la température moyenne annuelle observée sur la station météorologique de Météo-France la plus proche, « Plauzat_sapc », sur la commune de Plauzat à 6 km à vol d'oiseau, est de 11,3 °C et le cumul annuel moyen de précipitations est de 606,8 mm,. Pour l'avenir, les paramètres climatiques de la commune estimés pour 2050 selon différents scénarios d'émission de gaz à effet de serre sont consultables sur un site dédié publié par Météo-France en novembre 2022.

## Urbanisme

### Typologie
Au 1er janvier 2024, Saint-Amant-Tallende est catégorisée bourg rural, selon la nouvelle grille communale de densité à sept niveaux définie par l'Insee en 2022.
Elle appartient à l'unité urbaine de Saint-Amant-Tallende, une agglomération intra-départementale regroupant trois  communes, dont elle est ville-centre,,. Par ailleurs la commune fait partie de l'aire d'attraction de Clermont-Ferrand, dont elle est une commune de la couronne,. Cette aire, qui regroupe 209 communes, est catégorisée dans les aires de 200 000 à moins de 700 000 habitants,.

### Occupation des sols
L'occupation des sols de la commune, telle qu'elle ressort de la base de données européenne d’occupation biophysique des sols Corine Land Cover (CLC), est marquée par l'importance des territoires agricoles (47,5 % en 2018), en augmentation par rapport à 1990 (45,8 %). La répartition détaillée en 2018 est la suivante : zones agricoles hétérogènes (36,4 %), forêts (25,1 %), zones urbanisées (20,3 %), cultures permanentes (9,1 %), milieux à végétation arbustive et/ou herbacée (7,1 %), terres arables (2 %). L'évolution de l’occupation des sols de la commune et de ses infrastructures peut être observée sur les différentes représentations cartographiques du territoire : la carte de Cassini (XVIIIe siècle), la carte d'état-major (1820-1866) et les cartes ou photos aériennes de l'IGN pour la période actuelle (1950 à aujourd'hui).

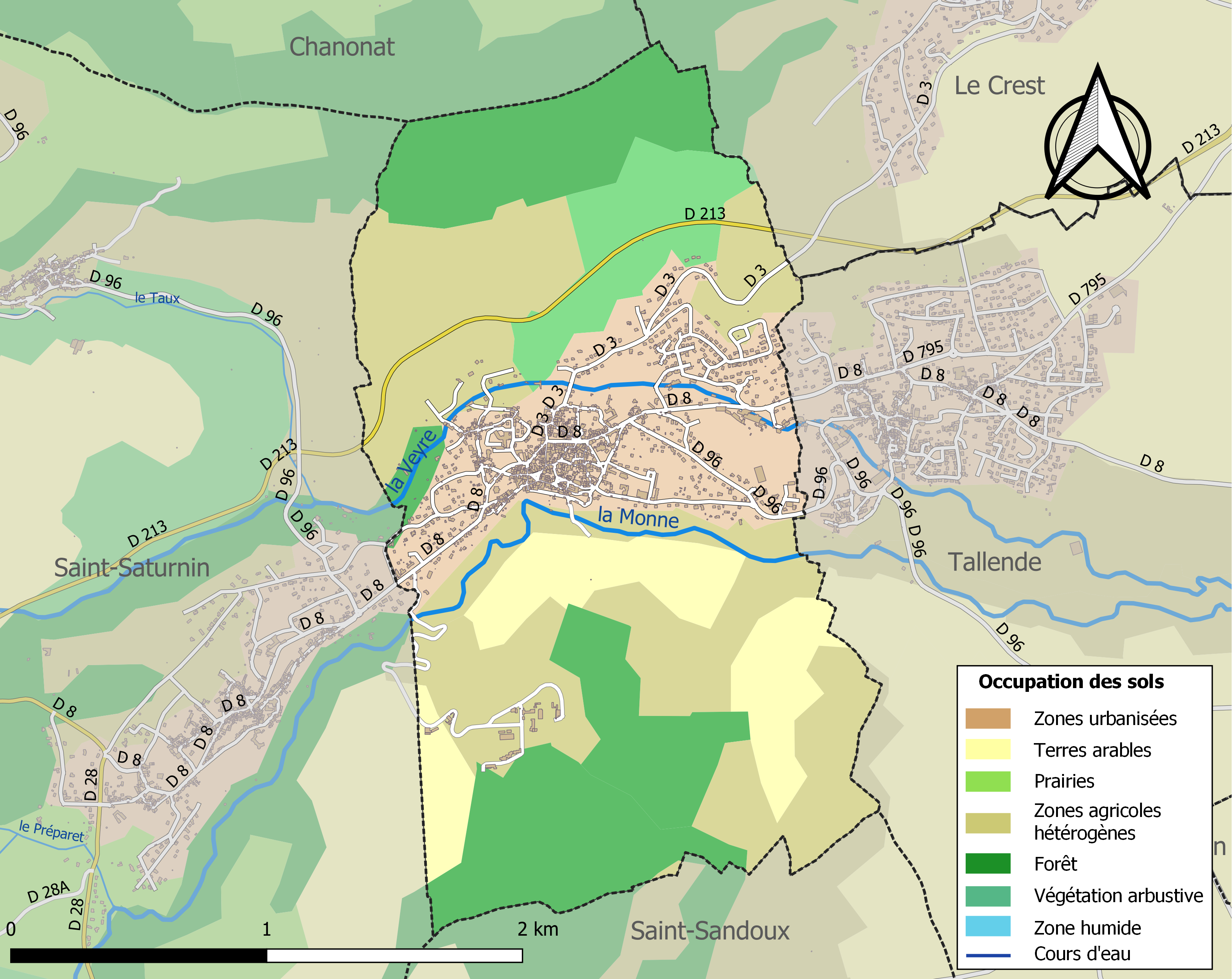
Carte des infrastructures et de l'occupation des sols de la commune en 2018 (CLC).

## Histoire
Au cours de la période révolutionnaire de la Convention nationale (1792-1795), la commune a porté le nom de Amant-la-Cheyre.

## Politique et administration

### Découpage territorial
La commune de Saint-Amant-Tallende est membre de la communauté de communes Mond'Arverne Communauté, un établissement public de coopération intercommunale (EPCI) à fiscalité propre créé le 1er janvier 2017 siégeant à Veyre-Monton, et par ailleurs membre d'autres groupements intercommunaux. Jusqu'en 2016, elle faisait partie de la communauté de communes Les Cheires dont elle était le siège.
Sur le plan administratif, elle est rattachée à l'arrondissement de Clermont-Ferrand, à la circonscription administrative de l'État du Puy-de-Dôme et à la région Auvergne-Rhône-Alpes. Jusqu'en mars 2015, elle était chef-lieu de canton.
Sur le plan électoral, elle dépend du canton des Martres-de-Veyre pour l'élection des conseillers départementaux, depuis le redécoupage cantonal de 2014 entré en vigueur en 2015, et de la troisième circonscription du Puy-de-Dôme pour les élections législatives, depuis le dernier découpage électoral de 2010.

### Élections municipales et communautaires

#### Élections de 2020
Le conseil municipal de Saint-Amant-Tallende, commune de plus de 1 000 habitants, est élu au scrutin proportionnel de liste à deux tours (sans aucune modification possible de la liste), pour un mandat de six ans renouvelable. Compte tenu de la population communale, le nombre de sièges à pourvoir lors des élections municipales de 2020 est de 19. Les dix-neuf conseillers municipaux, issus d'une liste unique, sont élus au premier tour, le 15 mars 2020, avec un taux de participation de 37,33 %.
Deux sièges sont attribués à la commune au sein du conseil communautaire de la communauté de communes Mond'Arverne Communauté.

#### Chronologie des maires
| Période                                  | Période                       | Identité                             | Étiquette | Qualité                                                             |
| ---------------------------------------- | ----------------------------- | ------------------------------------ | --------- | ------------------------------------------------------------------- |
| Les données manquantes sont à compléter. |                               |                                      |           |                                                                     |
| 1800                                     | 1806                          | Jacques Guy Cousin de La Tour Fondue |           | seigneur de Murols et des Salles, officier au Régiment de Bourgogne |
| 1822                                     | 1823                          | Jacques Guy Cousin de La Tour Fondue |           | seigneur de Murols et des Salles, officier au Régiment de Bourgogne |
| mars 2001                                | mai 2009                      | Serge Touret                         |           |                                                                     |
| 18 mai 2009                              | janvier 2019 (démission)      | Pierre Brossard                      |           |                                                                     |
| 22 février 2019 (réélue en 2020)         | En cours (au 21 juillet 2021) | Nathalie Guillot,                    |           | Responsable des ressources humaines                                 |

## Population et société

### Démographie
L'évolution du nombre d'habitants est connue à travers les recensements de la population effectués dans la commune depuis 1793. Pour les communes de moins de 10 000 habitants, une enquête de recensement portant sur toute la population est réalisée tous les cinq ans, les populations de référence des années intermédiaires étant quant à elles estimées par interpolation ou extrapolation. Pour la commune, le premier recensement exhaustif entrant dans le cadre du nouveau dispositif a été réalisé en 2008.

En 2022, la commune comptait 1 811 habitants, en évolution de +3,07 % par rapport à 2016 (Puy-de-Dôme : +2,1 %, France hors Mayotte : +2,11 %).
| 1793  | 1800  | 1806  | 1821  | 1831  | 1836  | 1841  | 1846  | 1851  |
| ----- | ----- | ----- | ----- | ----- | ----- | ----- | ----- | ----- |
| 1 507 | 1 712 | 1 626 | 1 473 | 1 489 | 1 485 | 1 475 | 1 512 | 1 476 |

| 1856  | 1861  | 1866  | 1872  | 1876  | 1881  | 1886  | 1891  | 1896  |
| ----- | ----- | ----- | ----- | ----- | ----- | ----- | ----- | ----- |
| 1 385 | 1 531 | 1 481 | 1 459 | 1 500 | 1 519 | 1 422 | 1 548 | 1 542 |

| 1901  | 1906  | 1911  | 1921 | 1926 | 1931 | 1936 | 1946 | 1954  |
| ----- | ----- | ----- | ---- | ---- | ---- | ---- | ---- | ----- |
| 1 426 | 1 225 | 1 145 | 996  | 992  | 996  | 958  | 954  | 1 029 |

| 1962  | 1968  | 1975  | 1982  | 1990  | 1999  | 2006  | 2008  | 2013  |
| ----- | ----- | ----- | ----- | ----- | ----- | ----- | ----- | ----- |
| 1 104 | 1 295 | 1 378 | 1 452 | 1 505 | 1 700 | 1 787 | 1 812 | 1 771 |

| 2018  | 2022  | - | - | - | - | - | - | - |
| ----- | ----- | - | - | - | - | - | - | - |
| 1 730 | 1 811 | - | - | - | - | - | - | - |

### Enseignement
Saint-Amant-Tallende dépend de l'académie de Clermont-Ferrand. Elle gère une école maternelle et une école élémentaire publiques. Il existe aussi une école élémentaire privée Sainte-Cécile.
Les élèves poursuivent leur scolarité au collège Jean-Rostand des Martres-de-Veyre ou au collège privé Saint-Joseph à Saint-Saturnin, puis au lycée René-Descartes de Cournon-d'Auvergne.

## Culture et patrimoine

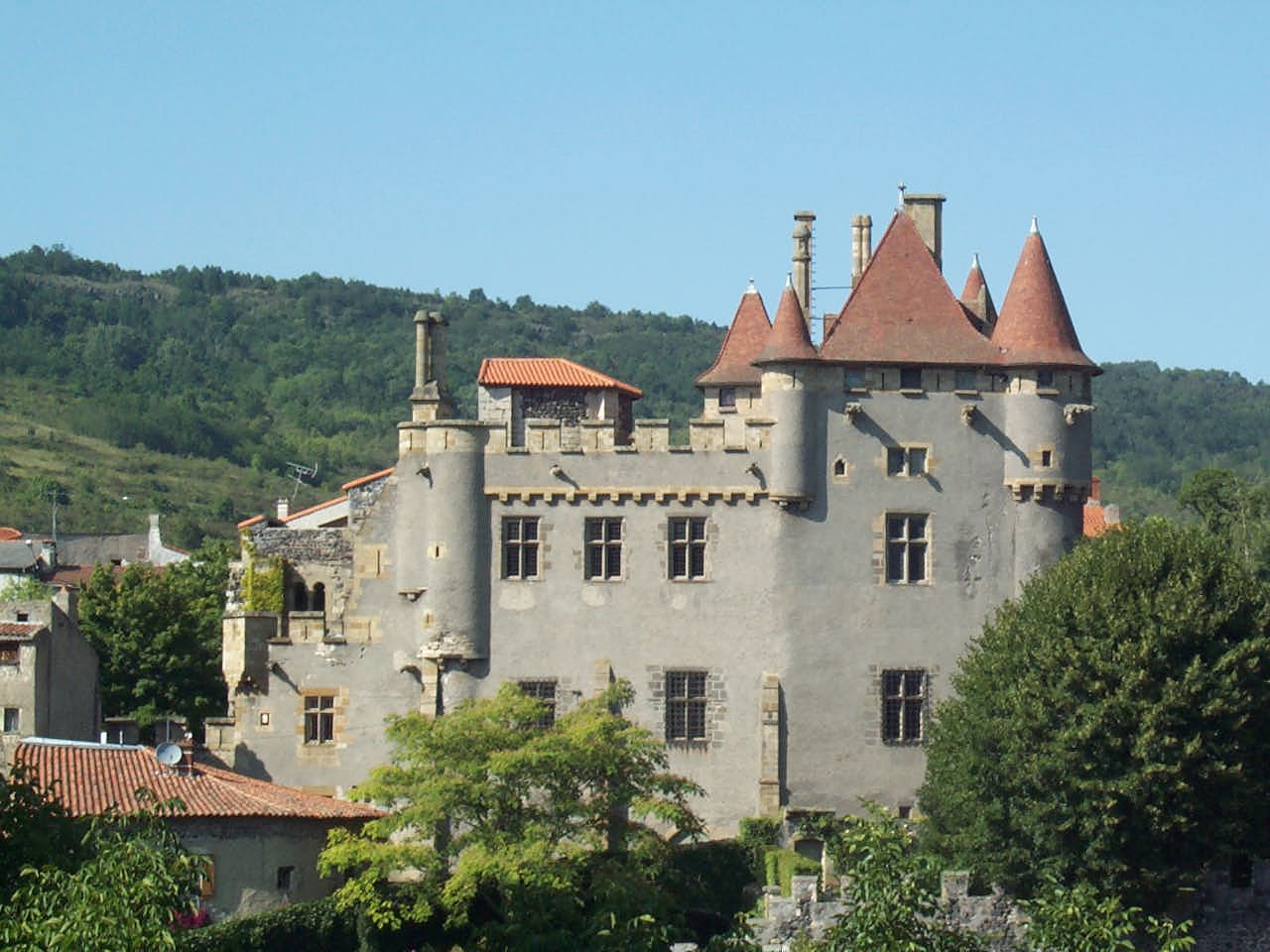
Château de Murol en Saint Amant.

### Lieux et monuments
- Le Bourg, auprès duquel il y a deux châteaux : 
  - Château haut, XIVe siècle.
  - Château bas, dit château de La Tour-Fondue.
  - Château de Murol, près du vieux pont sur la Monne, pastiche du XIXe siècle[34], propriété de la famille Giscard d'Estaing. Margot de Valois y a séjourné après son arrestation en 1586 au château d'Ybois.

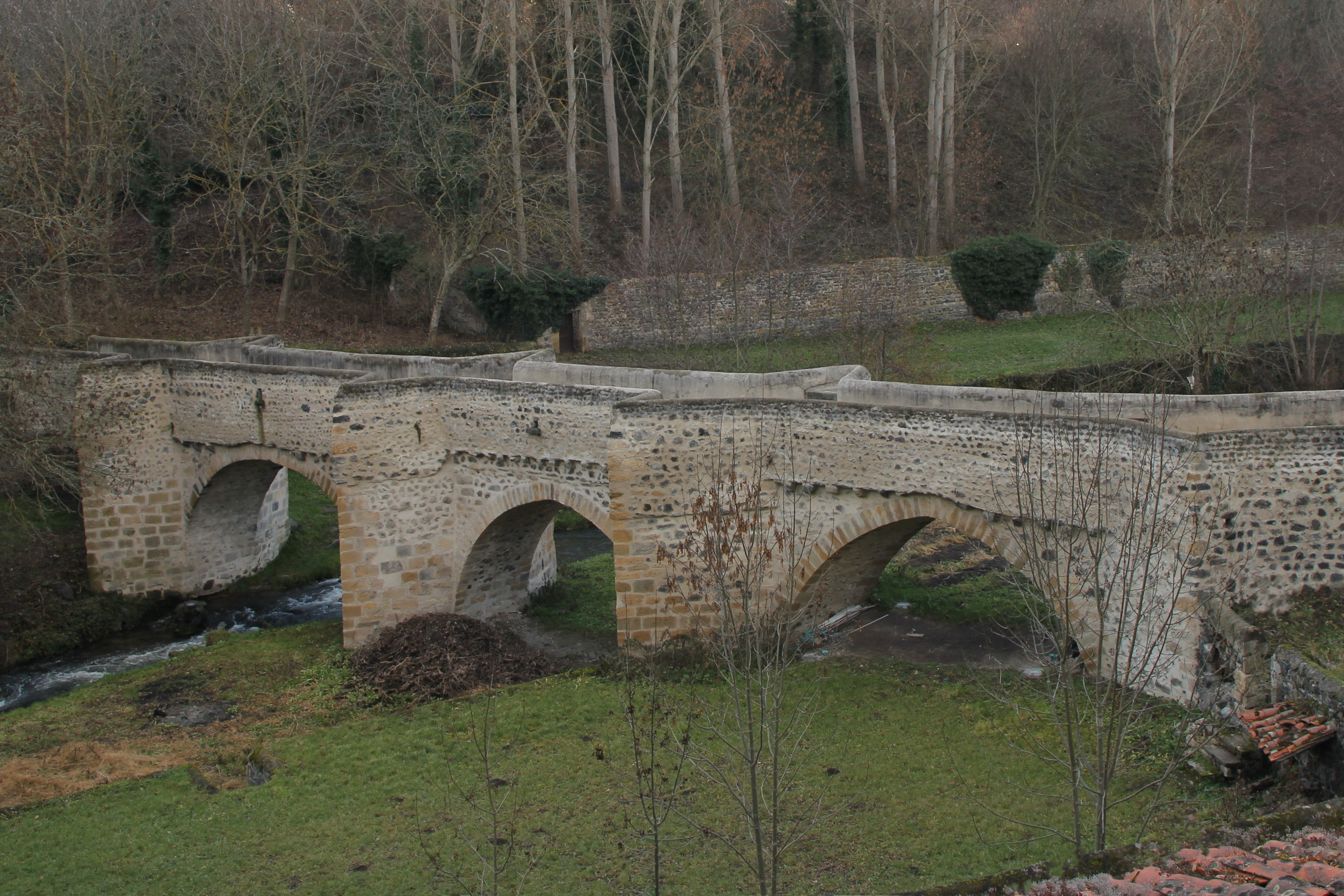
Pont de la Monne.

- Château de Tallende.

### Personnalités liées à la commune
- Victor Charreton : peintre lié à l'École de Murol.
- Lucie-Madeleine d'Estaing, épouse de Jacques Guy Cousin de La Tour Fondue, ancêtre de la famille Giscard d'Estaing.
- Plusieurs membres de la famille Giscard d'Estaing y sont inhumés, dont  Edmond Giscard d'Estaing (1894-1982).
- Jean-Jacques Le Normant de Flaghac (1816-1890), homme politique né à Saint-Amant-Tallende, maire de Saint-Georges d'Aurac, député de la Haute-Loire de 1871 à 1876.
- Jean-Marie Villot : cardinal-archevêque de Lyon puis cardinal secrétaire d'État du Saint Siège et camerlingue sous les pontificats des papes Paul VI, Jean-Paul Ier et Jean-Paul II, y est né.
- John Freeduse, chanteur et pianiste du groupe The Shamrock Stars.
- Blanche Selva, pianiste, née à Brive-la-Gaillarde en 1884, y meurt le 3 décembre 1942.
- Nicolas Valère Sainte-Rose : compositeur, percussionniste et chanteur martiniquais du groupe de reggae Résistance[35].

### Héraldique
| Blason de Saint-Amant-Tallende | Blason  | D'azur à trois tours d'or rangées en fasce.      |
| Blason de Saint-Amant-Tallende | Détails | Le statut officiel du blason reste à déterminer. |